# Transportni protein
Transportni proteini ili noseći proteini omogućavaju difuziju različitih molekula, dok kanalni proteini učestvuju u aktivnom prenosu jona, malih molekula, ili makromolekula, kao što su drugi proteini, kroz biološke membrane. Noseći proteini su integralni/unutrašnji  membranski proteini. Oni permanentno postoje unutar membrane koju premoštavaju, i kroz koju transportuju supstance. Membranski transportni proteins pomažu u prenosu supstanci putem posredovane difuzije ili aktivnog transporta. Ti mehanizmi kretanja su poznati kao transport posredovan nosačem. Svaki noseći protein je dizajniran da prepoznaje samo jednu supstancu ili jednu grupu veoma sličnih supstanci. Istraživanja su ustanovila korelacije između defekta specifičnih nosećih proteina i specifičnih bolesti.